# Sitio arqueológico de Cuninico y Maipuco
El sitio arqueológico de Cuninico y Maipuco es un área de yacimientos precolombinos ubicado en la provincia de Loreto, departamento de Loreto, al noreste del Perú. Posiblemente pertenezcan a los antepasados de la etnia amazónica urarina.

## Descripción
El área se ubica dentro del Lote 106, que abarca los distritos de Urarinas y Trompeteros, concesionado a la  Petrolífera Petroleum del Perú. Entre finales de 2008 e inicios de 2009, como parte del Proyecto de Evaluación Arqueológica, los arqueólogos Martín Mac Kay Fulle y Raphael Santa Cruz Gamarra encontraron restos de cerámicas y otros objetos que datan de la época precolombiana amazónica.
Para los investigadores los restos arqueológicos encontrados forman parte de la historia de la etnia Urarina, así como de las migraciones interamazónicas, pues, los restos presentan similitudes con los antepasados de grupos indígenas provenientes de lugares tan lejanos como la cuenca del río Gurupi, en la costa atlántica del Brasil.
Los principales puntos con presencia de restos arqueológicos además de los pueblos de Cuninico y Maipuco son: Nuevo San Juan, San Gabriel, Victoria, Huallpa Isla, San José de Saramuro, Nueva Santa Rosa, Santa Martha, Nueva Angora, todos repartidos en las cercanías de los ríos Marañón, Chambira, Siamba, Tigre y Quebrada Cuninico.

## Conservación
La erosión de las orillas por parte del río Marañón del sitio arqueológico representa un peligro, ya que amenaza con destruir los artefactos que faltan desenterrar. Los constantes derrames de petróleo del Oleoducto Norperuano son también una amenaza para el frágil lugar, en julio de 2014 se desencadenó una serie de derrames de petróleo en la zona arqueológica, que resultaron muy graves.
El derrame de 2014 afecto seriamente la quebrada Cuninico.

## Expansión cultural
Durante una exploración en la localidad de Boca de Copal, cerca del río Corrientes se registró presencia de material similar al encontrado en Cuninico y Maipuco.